# Glenugie
La distillerie de Glenugie située à Peterhead, dans l'Aberdeenshire, produisait un single malt. Elle fonctionna par intermittence de 1831 à 1983, année où elle fut démantelée.

## Histoire
La distillerie de Glenugie a été construite en 1831 par Donald McLeod & Co Ltd, sur un site où restaient les ruines d'un moulin à vent et d'une vieille tour de garde. Son nom était initialement Invernettie. La production débuta en 1837 et, en 1873, une brasserie vint prendre le relais de la fabrication de whisky. En 1884, Simon Forbes acheta l'établissement qui fonctionna bien jusqu'en 1915.
L'activité fut suspendue durant la Première Guerre mondiale. Après une brève période d'activité et 1923 et 1924, sous le nom de Glenugie Distillery Ltd la distillerie ferma à nouveau à partir de 1925. Seager Evans & Co Ltd relança l'activité en 1937.
Lorsque Scheney International acquis Seager Evans & Co Ltd en 1956, il fut décidé de se recentrer sur la production de whisky et les installations furent modernisées. Un chauffage au pétrole remplaça celui au charbon et deux nouveaux alambics furent également installés, ce qui permit un doublement de la production. L'activité de maltage disparu alors, l'espace libéré étant converti en zone de stockage.
En 1970, l'entreprise Long John International racheta la distillerie, avant d'être elle-même absorbée par Whitbread & Co Ltd.
La distillerie ne put cependant pas survivre à la crise du début des années 1980, due à une sur-concurrence sur le marché. Elle fut fermée en 1983, à l'instar d'une douzaine d'autres qui firent faillite cette même année. Les installations furent démantelées, et le terrain fut racheté par le Score Group plc, qui y édifia ses ateliers.

## Production
Le whisky n’a jamais été vendu sous forme de single malt officiellement,. Les seules bouteilles disponibles ont été commercialisées par des embouteilleurs indépendants. Les premières bouteilles connues sont deux Cadenhead de 1959.
Le single malt produit par la distillerie Glenugie est souvent rustique, presque médicinal. Si la plupart des embouteillages ont un goût boisé très marqué, quelques-uns révèlent d'agréables notes fruitées et florales.